# Понте Ал'Анја (Лука)
Понте Ал'Анја је насеље у Италији у округу Лука, региону Тоскана.
Према процени из 2011. у насељу је живело 648 становника. Насеље се налази на надморској висини од 184 м.